# كودي براغ
كودي براغ (بالإنجليزية: Cody Bragg)‏ هو لاعب كرة قدم أمريكي في مركز الدفاع، ولد في 26 يونيو 1980 في سان أنطونيو في الولايات المتحدة. لعب مع بيتسبورغ ريفرهوندز.